# Bruchophagus sculptus
Bruchophagus sculptus är en stekelart som först beskrevs av William Harris Ashmead 1887.  Bruchophagus sculptus ingår i släktet Bruchophagus och familjen kragglanssteklar. Inga underarter finns listade.